# Debra Sina
Debra Sina (en tigrigna : ደብረ ሲና) est un monastère situé dans les hautes terres d'Érythrée, près de Keren, dans la région d'Anseba. Fondée au IVe siècle par Frumence d'Aksoum, elle est l'une des plus anciennes églises du monde.

## Historique
C'est à cet endroit que le premier sacrement de la Sainte Communion est institué dans l'Église orthodoxe érythréenne, par Frumence d'Aksoum au IIIe siècle. Construit en 383, c'est l'un des plus anciens monastères d'Afrique et du monde.
Le monastère de Debre Sina est fondé au Ve siècle par Abune Yohani, arrivé d'Égypte avec plusieurs moines sous le règne du roi Saladoba d'Axoum. Selon la tradition, Abune Yohani reçoit des révélations divines qui le poussent à fonder le monastère. Il le nomme initialement Debre Sehat, s'inspirant du désert de Scétés (Shehat en arabe), un centre monastique du nord de l'Égypte où Macaire de Scété fut le pionnier du monachisme.
Un évêque nommé Nahom consacre l'autel dans la grotte qui sert de structure d'origine au monastère. Une liturgie sacrée est célébrée le 21 juin (calendrier guèze) pour commémorer cet événement. Abune Yohani est également crédité de la fondation d'autres monastères, dont Debre Aba Yohani, qui exista jusqu'au XVIIIe siècle, mais qui est aujourd'hui en ruines.
Plus tard, sous le règne du roi Al-Ameda, les Neuf Saints, venus de l'Empire byzantin, s'approchent du monastère depuis le mont Agaro. Voyant une colonne de lumière semblable à celle observée par Moïse sur le mont Sinaï, ils renomment le monastère Debre Sina (Mont Sinaï). Ce nom perdure jusqu'à nos jours.

## Fêtes annuelles
- 21 mai (calendrier Ge'ez) : Commémore la révélation de Sainte Marie et d'autres saints à Abune Yohani lors de ses prières dans sa cellule.
- 21 juin (calendrier Ge'ez) : Célèbre la consécration de l'église de Sainte Marie.

Le monastère est un lieu de pèlerinage des croyants orthodoxes érythréens chaque année en juin.
Le pèlerinage se déroule dans une église surplombant le village, où des bergères auraient eu une vision de Marie sous un gros rocher. L'église est construite à côté et au-dessus du rocher où la vision a eu lieu. Le pèlerinage rassemble des milliers de croyants érythréens ordinaires qui campent pour une nuit dans le village de Debra Sina, chantant, jouant du tambour et célébrant Marie.

## Église
À l'origine, l'église du monastère est une grande formation rocheuse contenant une cellule, censée avoir été miraculeusement placée. Le kine mahlet (en guèze : ቅኔ ማኅሌት), la partie de l'église où sont chantés les psaumes et les prières, est construit en 1951.

## Monachisme
La tradition monastique établie par Abune Yohani se perpétue pendant de nombreuses générations jusqu'au pillage du monastère par Ahmed Ibn Ibrahim Al-Ghazi en 1527. Plus tard, cinq moines du monastère de Debre Bizen revitalisent Debre Sina. Le mode de vie monastique adhère aux canons de saint Pacôme, tels qu'appliqués par l'Abune Yohani.

## Églises consacrées par Debre Sina
Debre Sina joue un rôle important dans l’établissement d’autres églises dans la région, notamment :
- L'église Saint-Michel, avec ses domaines et ses jardins à Bahri Mirara,
- L'église de Kidane Mihret à Nakfa,
- L'église Saint Takla Haymanot à Afabet,
- L'église du Sauveur du Monde (en) et l'église Abuna Aregawi (en) d'Elabered,
- L'église Sainte-Marie Qusquam de Geleb, près d'Agaro.

Ces églises sont désormais administrées par leurs évêchés zonaux respectifs.
Le monastère est entièrement reconstruit pendant les années coloniales italiennes (dans les années 1930).